# Mellitz (Gemeinde St. Veit in Defereggen)
Mellitz ist ein Weiler in der Gemeinde St. Veit in Defereggen im Defereggental (Osttirol). Melitz gehört zur Fraktion Moos.

## Geographie
Melitz liegt in etwa 1383 Metern Höhe am Südabhang der Melspitze zwischen dem Durbach im Westen und dem Mellitzgraben im Osten. Östlich von Moos liegt der Einzelhof Niege (Fraktion Görtschach), östlich der Weiler Oberbergl und die Einzelhöfe Gamperle und Unterbergl. Mellitz besteht aus den traditionellen Hofstellen Hansen (Moos 1), Simiten  (Moos 2 und 29), Michlis (Moos 3), Anders (Moos 4), Eschbauer (Moos 28) sowie dem Wohnhaus Moos 27. Von den ursprünglichen Hofstellen sind die Bauernhöfe Hansen, Simiten, Michlis und Anders noch aktiv.
Erreichbar ist Moos über die Defereggentalstraße (L 25), von der nach Herma-von-Schuschniggkapelle die Sankt Veiter Straße abzweigt. Folgt man dieser zum Bauernhof Kurzthal, so zweigt in der Folge eine Straße nach Osten ab, die über den Einzelhof Niege nach Mellitz und weiter zum Weiler Moos führt.

## Geschichte

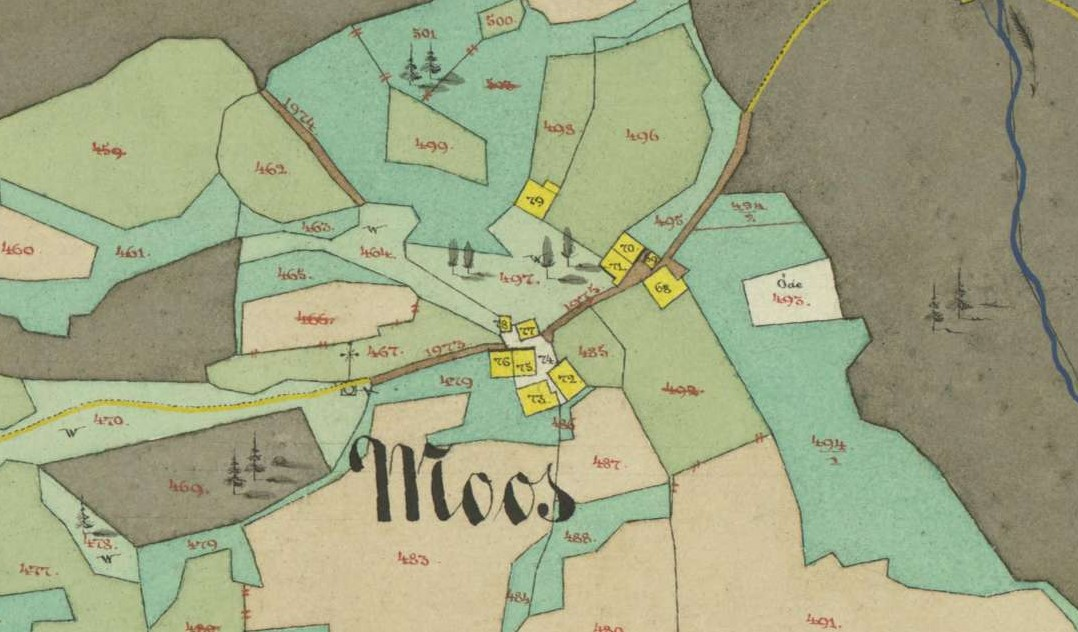
Mellitz, Mitte des 19. Jahrhunderts (Franziszeischer Kataster)

Die Besiedelung von Mellitz geht auf die mittelalterliche Schwaige (Urhof) an der „Mellitzn“ zurück, die der Grundherrschaft der Grafen von Welsberg unterstand. Der Name Mellitz leitet sich vom slawischen „melu“ (Sand, mergliger Boden) ab. Auf der Schwaige Mellitz entstanden durch Neurodungen die Rauten Oberbergl und Gampen, die der Erasmuskapelle Taisten bzw. die Rauten Unterbergl und Kofl, die der Grundherrschaft der Herren von Lasser unterstanden. Folgt man dem Franziszeischen Kataster, so Bestand Mellitz Mitte des 19. Jahrhunderts aus 11 bebauten Grundstücken, wobei zwei Doppelhäuser sowie Wirtschaftsgebäude bestanden. 
Mellitz wurde von der Statistik 1890 als Rotte mit vier Häusern und 32 Einwohnern eingestuft. 1923 lebten in den vier Häusern 37 Menschen, 1951 waren es 29 Menschen in vier Häusern. Hinzu kam hier erstmals auch die Einzelsiedlung Mellitzwald mit zwei Häusern und drei Einwohnern. 1961 lebten im Weiler 33 Menschen in vier Häusern, Mellitzwald umfasste ein Haus und einen Bewohner. 1981 umfasste Mellitz sechs Häuser und 26 Einwohner, wobei hier die Siedlung Mellitzwald nicht mehr aufscheint. 1991 waren es 27 Menschen in sechs Häusern, wobei vier landwirtschaftliche Betriebsstätten bestanden. Nach 1991 wird der Weiler Mellitz nicht mehr separat angegeben, sondern bei der Fraktion bzw. Rotte Moos eingerechnet.

## Bauwerke
Von den historischen Gebäuden sind die Wirtschaftsgebäude des Paarhofes Michlis aus der ersten Hälfte des 19. Jahrhunderts und das Wirtschaftsgebäude des Paarhofes Anders (urkundlich im 19. Jahrhundert belegt, im 20. Jahrhundert um- und neu gebaut) erhalten. Die Wohngebäude der beiden Paarhöfe sind in einem Gebäude untergebracht, dass im Baukern vermutlich aus dem 17. Jahrhundert stammt und materiell entlang des Firstes geteilt wurde. Um 1960 erfolgte die Aufstockung des Hauses. Zum Bauernhof Michlis gehört ein kleiner Bildstock mit einer Schnitzfigur des Herr im Elend aus dem Beginn des 19. Jahrhunderts. Das Wegkreuz Anders in geschlossenem Bretterkasten wurde in der zweiten Hälfte des 19. Jahrhunderts errichtet.